# دودلي فيلد مالون
دودلي فيلد مالون (بالإنجليزية: Dudley Field Malone)‏ هو سياسي أمريكي، ولد في 3 يونيو 1882، وتوفي في 5 أكتوبر 1950. حزبياً، نشط في الحزب الديمقراطي.

## روابط خارجية
- دودلي فيلد مالون على موقع IMDb (الإنجليزية)
- دودلي فيلد مالون على موقع أول موفي (الإنجليزية)
- دودلي فيلد مالون على موقع قاعدة بيانات الأفلام السويدية (السويدية)
- دودلي فيلد مالون على موقع قاعدة بيانات الفيلم (الإنجليزية)
- دودلي فيلد مالون على موقع كينوبويسك (الروسية)